# アクセル・フレドリク・クルーンステット

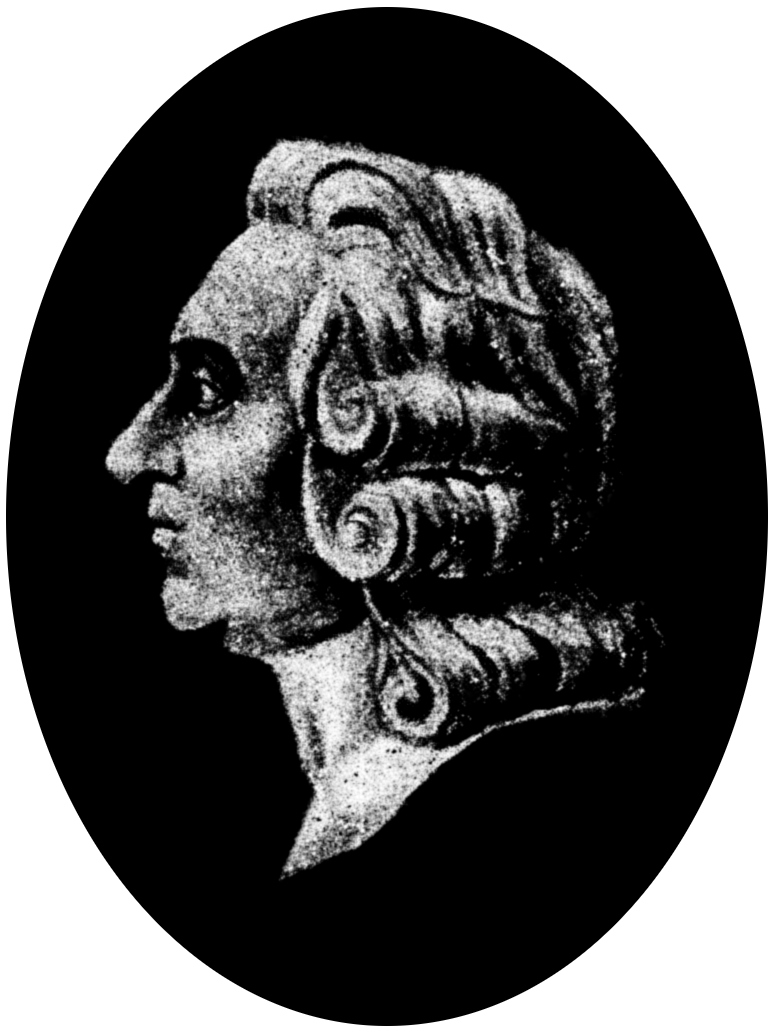
クルーンステットの肖像画

アクセル・フレドリク・クルーンステット（Axel Fredrik Cronstedt、1722年12月23日-1765年8月19日)はスウェーデンの化学者、鉱物学者である。ニッケルを発見した。姓の日本語表記はクローンステット、クルーンステッド、クルンステットなど多種あり一定しない。
スウェーデンのストレープスタ（Ströpsta）に軍人の家に生まれる。ウプサラ大学で化学・鉱物学を学んだ。1746年から1948年までイェオリ・ブラント（コバルトの発見者）の元で、試金法、化学を学んだ。鉱山局の役人として活動した。
ニッケルは紅ヒ（砒）ニッケル鉱から発見された。この時代は新金属であることを証明する方法が未発達なので、得られた金属が既知の金属・半金属の合金や混合物と物理的・化学的な性質が違っているという検証を行わなければならなかった。1751年に発見し、ニッケルと命名したのは1754年である。
鉱物の化学的組成による分類の創始者となった。